# Estación de Krasnodar-II
La estación de Krasnodar-II (del ruso: Станция Краснодар-II) es una estación de ferrocarril en la línea Bataisk-Krasnodar de la red del ferrocarril del Cáucaso Norte. Está situada en la zona septentrional del distrito Central de la unidad municipal de la ciudad de Krasnodar del krai de Krasnodar del sur de Rusia.
Es también estación de autobuses.

## Historia
Fue inaugurada en 1914.